# Municipio Ocumare de la Costa de Oro
El municipio Ocumare de la Costa de Oro es uno de los 18 municipios que forman parte del estado Aragua, Venezuela. Tiene una superficie de 340 km² y una población de 14.205 habitantes (censo 2011). Su capital es Ocumare de la Costa. Está ubicado al noroeste del estado Aragua.
Hasta el año 1986 formaba parte del entonces Distrito Girardot con capital en la ciudad de Maracay. Ese año, se separó de dicho Distrito y pasó a formar parte del Municipio Mario Briceño Iragorry con capital en la población de El Limón. No obstante, este último se dividió nuevamente en el año 1999 y adquirió autonomía estableciéndose su capital en Ocumare de la Costa siendo hasta la fecha el Municipio más Joven de Venezuela.

## Geografía
Limita al norte con el Mar Caribe, al este con la Parroquia Choroní del Municipio Girardot, al sur con el Municipio Mario Briceño Iragorry y el Municipio Diego Ibarra del Estado Carabobo y al oeste con el Municipio Puerto Cabello del Estado Carabobo.

### Clima
| Parámetros climáticos promedio de Municipio Ocumare de la Costa de Oro, según mediciones de sensores remotos (2000–2011) | Parámetros climáticos promedio de Municipio Ocumare de la Costa de Oro, según mediciones de sensores remotos (2000–2011) | Parámetros climáticos promedio de Municipio Ocumare de la Costa de Oro, según mediciones de sensores remotos (2000–2011) | Parámetros climáticos promedio de Municipio Ocumare de la Costa de Oro, según mediciones de sensores remotos (2000–2011) | Parámetros climáticos promedio de Municipio Ocumare de la Costa de Oro, según mediciones de sensores remotos (2000–2011) | Parámetros climáticos promedio de Municipio Ocumare de la Costa de Oro, según mediciones de sensores remotos (2000–2011) | Parámetros climáticos promedio de Municipio Ocumare de la Costa de Oro, según mediciones de sensores remotos (2000–2011) | Parámetros climáticos promedio de Municipio Ocumare de la Costa de Oro, según mediciones de sensores remotos (2000–2011) | Parámetros climáticos promedio de Municipio Ocumare de la Costa de Oro, según mediciones de sensores remotos (2000–2011) | Parámetros climáticos promedio de Municipio Ocumare de la Costa de Oro, según mediciones de sensores remotos (2000–2011) | Parámetros climáticos promedio de Municipio Ocumare de la Costa de Oro, según mediciones de sensores remotos (2000–2011) | Parámetros climáticos promedio de Municipio Ocumare de la Costa de Oro, según mediciones de sensores remotos (2000–2011) | Parámetros climáticos promedio de Municipio Ocumare de la Costa de Oro, según mediciones de sensores remotos (2000–2011) | Parámetros climáticos promedio de Municipio Ocumare de la Costa de Oro, según mediciones de sensores remotos (2000–2011) |
| Mes | Ene. | Feb. | Mar. | Abr. | May. | Jun. | Jul. | Ago. | Sep. | Oct. | Nov. | Dic. | Anual |
| --- | --- | --- | --- | --- | --- | --- | --- | --- | --- | --- | --- | --- | --- |
| Temp. máx. abs. (°C) | 31.0 | 31.1 | 33.6 | 34.0 | 33.8 | 31.0 | 30.2 | 31.5 | 31.9 | 29.9 | 29.4 | 29.4 | 34.0 |
| Temp. máx. media (°C) | 25.1 | 25.9 | 26.2 | 26.2 | 25.4 | 25.4 | 24.7 | 26.0 | 26.1 | 25.5 | 24.4 | 24.3 | 25.4 |
| Temp. media (°C) | 22.1 | 22.8 | 22.7 | 23.6 | 22.9 | 22.9 | 22.3 | 23.1 | 23.5 | 23.0 | 22.3 | 21.8 | 22.8 |
| Temp. mín. media (°C) | 19.5 | 19.5 | 19.8 | 19.3 | 20.5 | 20.7 | 20.3 | 21.1 | 21.3 | 21.1 | 20.3 | 20.0 | 20.3 |
| Temp. mín. abs. (°C) | 14.9 | 13.9 | 13.8 | 10.5 | 13.7 | 13.8 | 13.8 | 15.0 | 16.0 | 14.4 | 13.6 | 12.5 | 10.5 |
| Fuente: MOD11A2 MODIS/Terra Land Surface Temperature/Emissivity                                                          | | | | | | | | | | | | | |

## Economía
La economía del municipio se basa en las actividades agropecuarias, destacando la producción de cacao por ser el mayor productor de Aragua.
También se basa en la pesca, ya que es una costa y se encuentran muchos peces ahí.

## Gastronomía y Artesanía
Uno de los rubros muy conocidos en el municipio, es la producción y comercialización de productos artesanales, la cual va de la mano con la gastronomía que en los pueblos de la costa Aragueña no son la excepción, preparaciones tan comunes de la zona como: Tostones fritos (Lonjas de plátano verde), también conocidos en Venezuela como patacones, los populares encurtidos de mariscos, mejores conocidos como vuelve a la vida, Hervidos de Pescado siendo la de Jurel la más conocido entre otros pescados de la zona, al igual que existen preparaciones de dulces caseros como: La conserva de coco, buñuelos de coco y de yuca, los tan buscados Pepa e´Pan o también llamados Topan, dulces de platos, dulce de lechoza y existe mucha variedad de dulces a base de cacao, la cual es considerado uno de los mejores del mundo, entre otros dulces caseros, así como cocteles de cacao, que son preparaciones a base de recetas muy hogareñas transmitidas de generación en generación.
Dentro de la artesanía, los pobladores acostumbran aprovechar los productos naturales como materia prima de sus creaciones artesanales, el Bambú es uno de los masconocido en la zona, por cuanto su producción vegetal es muy numerosa en las riveras de los rios locales, como el muy conocido rio del pueblo de la Trilla, Rio del pueblo de Cata y el también rio del pueblo de Cuyagua, donde la presencia del bambú es muy común y numerosa. las diferentes artesanías vienen desde tazas, y utensilios de comer, como instrumentos musicales y adornos en época navideña, sin olvidar el uso principal en la construcción de casas y mantenimiento de carreteras. 
En este municipio también se encuentra el puerto más importante del estado Aragua, específicamente en la bahía de Turiamo.

## Turismo
En este municipio están ubicadas las playas más famosas de Aragua, tales como la Bahía de Cata y La Ciénaga. Esta última tiene acceso solo por vía marítima desde el sector El Playón de Ocumare de la Costa.

## Límites
- Al norte limita con el mar Caribe, sus puntos más norteños siendo la Punta Juan Andrés y Punta Galindo
- Al sur con el extremo noreste del estado Carabobo y el límite norte del municipio Mario Briceño Iragorry
- Al este colinda con el Municipio Girardot por su continuación con el parque nacional Henri Pittier
- Por el oeste limita en su totalidad con el extremo mós noreste del estado Carabobo.

## Demografía
con una población de casi 14.000 habitantes se posiciona como el municipio menos poblado del estado Aragua

## Etnografía
son de mayoría Negra aunque con mestizaje lo que vendría haciéndolos mulatos las comunidades blancas.indias y otros son pequeños y escasos debido a que durante la colonia este municipio fueron poblados por esclavos africanos

## Política y gobierno

### Alcaldes
| Período     | Alcalde          | Partido político / Alianza | % de votos | Notas |
| ----------- | ---------------- | -------------------------- | ---------- | --- |
| 2000 - 2004 | Roberto Madero   | COPEI                      | 38,21      | Primer alcalde bajo elecciones directas                                                                                 |
| 2004 - 2008 | Roberto Madero   | COPEI                      | 38,99      | Reelecto |
| 2008 - 2013 | Saida García     | PSUV                       | 31,80      | Segundo alcalde bajo elecciones directas (se postergan 1 año las elecciones municipales pautadas para finales del 2012) |
| 2013 - 2017 | José Manuel Lira | PSUV                       | 54,85      | Tercer alcalde bajo elecciones directas                                                                                 |
| 2017 - 2021 | Erlin Pecheco    | PSUV                       | 59,31      | Cuarto alcalde bajo elecciones directas                                                                                 |
| 2021 - 2025 | Wilmer De Leal   | PSUV                       | 49,94      | Quinto alcalde bajo elecciones directas                                                                                 |

### Concejo municipal
Periodo 2000 - 2005
| Concejales:    | Partido político / Alianza |
| -------------- | -------------------------- |
| Maritza Sajona | COPEI                      |
| Jimi Laya      | COPEI                      |
| Ricardo Osta   | COPEI                      |
| Cirilo Díaz    | MAS                        |
| Omaira Galindo | MVR                        |

Periodo 2005 - 2013
| Concejales:          | Partido político / Alianza |
| -------------------- | -------------------------- |
| Daniel Mateo Cabrera | COPEI                      |
| Jimi Laya            | COPEI                      |
| Ricardo Osta         | COPEI                      |
| Antonio Requena      | PODEMOS                    |
| Omaira Galindo       | MVR                        |

Periodo 2013 - 2018
| Concejales:      | Partido político / Alianza |
| ---------------- | -------------------------- |
| Jose Diaz        | PSUV                       |
| Erlin Pacheco    | PSUV                       |
| Fernando Pacheco | PSUV                       |
| Hector Alvarado  | PSUV                       |
| Jose Barreto     | PSUV                       |

Periodo 2018 - 2021
| Concejales:     | Partido político / Alianza |
| --------------- | -------------------------- |
| Eva Liendo      | PSUV                       |
| Jorman Valera   | PSUV                       |
| Erick Fuenmayor | PSUV                       |
| Greisy Añez     | PSUV                       |
| Cheris Gómez    | PSUV                       |
| Elvis Rodriguez | PSUV                       |
| Evanys Diaz     | PSUV                       |

Periodo 2021 - 2025
| Concejales:    | Partido político / Alianza |
| -------------- | -------------------------- |
| Kerlys Sajona  | PSUV                       |
| Ender Arevalo  | PSUV                       |
| Jesus Naranjo  | PSUV                       |
| Jorge Aponte   | PSUV                       |
| Evanis Díaz    | PSUV                       |
| José Arias     | UP                         |
| Sara Fernández | UP                         |

## Municipios
- Lista de municipios de Venezuela